# Styl czerwonofigurowy

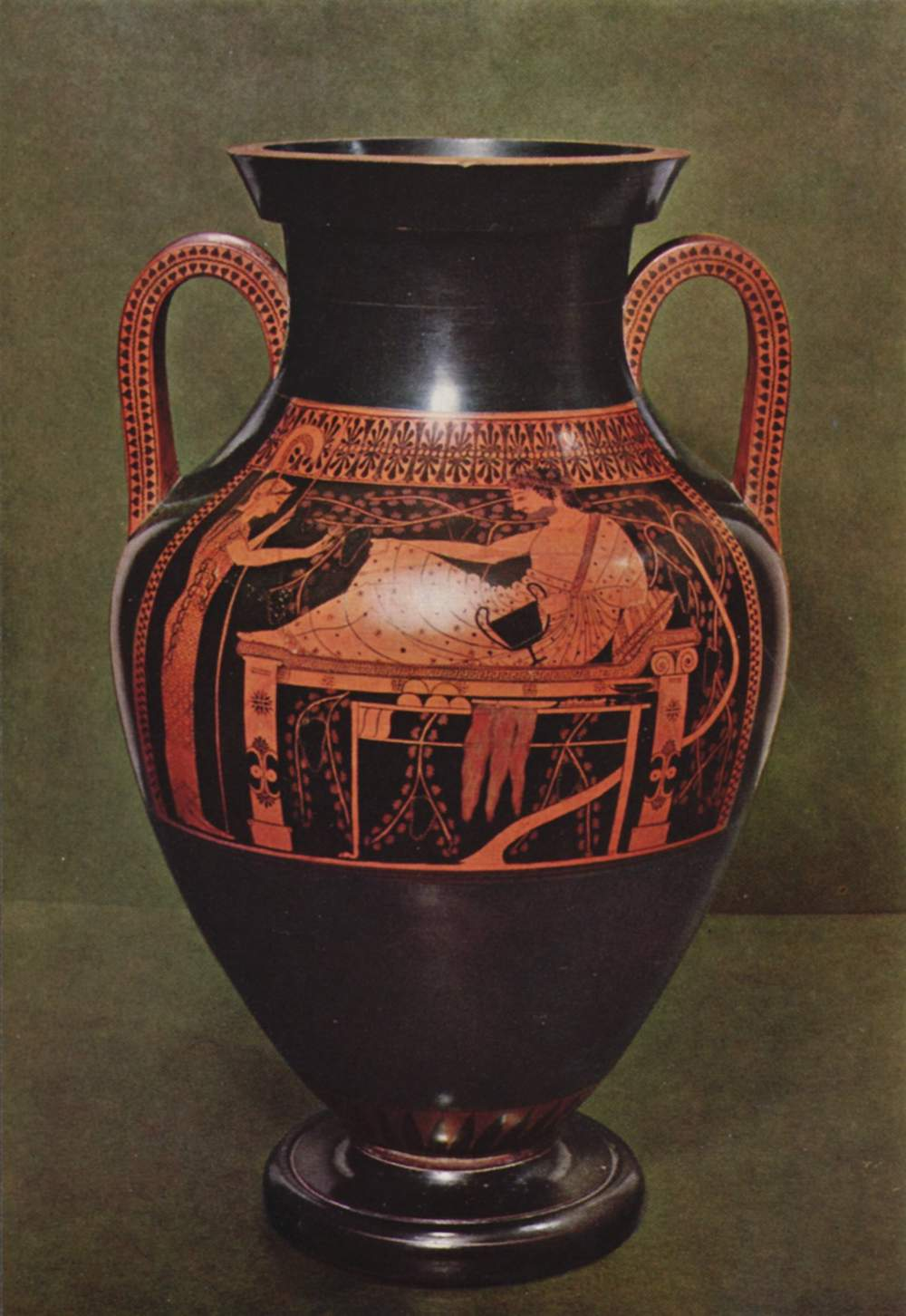
Amfora w stylu czerwonofigurowym sygnowana przez Andokidesa (ok. 520 p.n.e., zbiory Gliptoteki monachijskiej)

Styl czerwonofigurowy (technika czerwonofigurowa, malarstwo czerwonofigurowe) – sposób malowania naczyń w starożytnej Grecji. Wszedł w życie około 530 roku p.n.e. Polegał na delikatnym wyskrobywaniu żądanej sceny lub postaci na wcześniej wymalowanym firnisem i wypalonym naczyniu. Zastosowanie tej techniki wiąże się z twórczością malarza Andokidesa, ucznia Eksekiasa. W odróżnieniu od stylu czarnofigurowego umożliwiał bardziej szczegółowe oddawanie detali. Dzięki odpowiedniemu wypalaniu uzyskiwano czerwone postaci na czarnym tle. Technika ta była łatwiejsza i dawała lepsze efekty artystyczne niż styl czarnofigurowy. Przy jej wykorzystaniu powstały największe dzieła malarstwa wazowego.

## Styl surowy (530–480 rok p.n.e.)

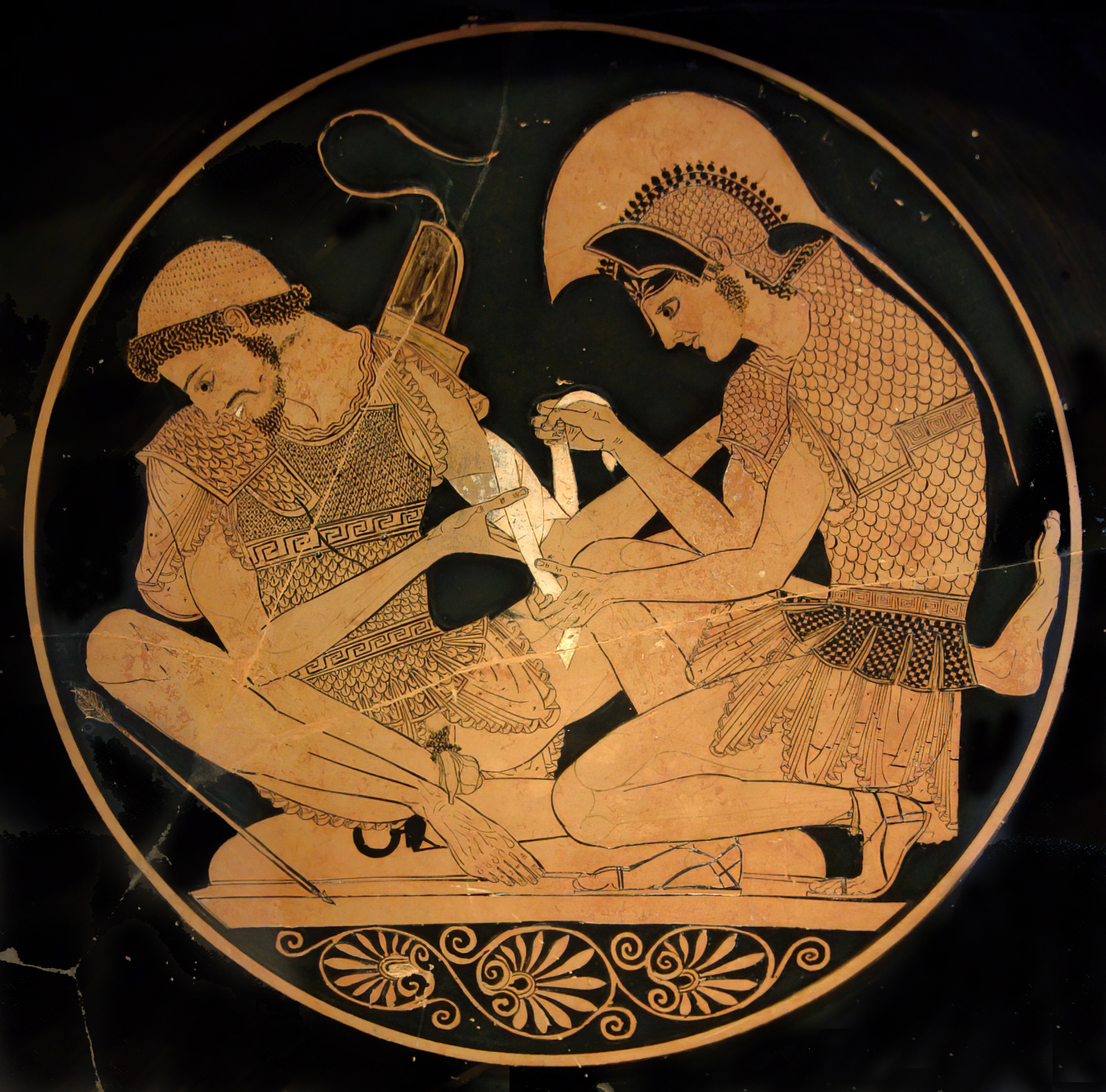
Achilles opatrujący rannego Patroklesa – Sosias, ok. 500 p.n.e.

Nowy styl powstał około 530 roku p.n.e. w pracowni Andokidesa. Początek okresu zwanego surowym (do około 520 p.n.e.) charakteryzował rysunek postaci oparty na konwencjonalnych tradycjach stylu czarnofigurowego. Polegał on na pokazaniu sylwetki w najszerszych płaszczyznach. Artyści unikali skrótów perspektywicznych, tym samym w rysunkach nie istniał trzeci wymiar. Muskulatura przedstawiona była w sposób schematyczny, a oko na wprost w twarzach malowanych w profilu. Z czasem, i to uległo zmianom, a rysunki stały się swobodne i pełne wyrazu.
Andokides zdobił naczynia dwoma sposobami, niejednokrotnie, powtarzając tę samą scenę w obu technikach. Naczynia Andokidesa zdobili również inni artyści jak malarz Andokidesa – Lisippides czy Psjaks. Nowa technika stanowiła przełom w malarstwie ceramicznym i dawała możliwości rysunkowe. Przyczyniła się do powstania wielu konkurujących ze sobą warsztatów. Rozwój ten związał się również z ogromnym rozwojem państw greckich, a w szczególności Aten.
Do pierwszych twórców w nowej technice należeli Eutymides i Eufronios. Do zabytków stylu czarnofigurowego należy amfora z Vulci, pomalowana przez Euthymidesa. Rysunek na naczyniu przedstawia trzech tańczących mężczyzn o muskularnych ciałach w skomplikowanym ruchu. Środkowa postać pokazana została od tyłu. Sylwetkę przedstawiono silnie skręconą w plecach z odchyloną w lewo głową. Całość kompozycji została okolona ozdobnymi paskami z palmet i listków. Amfora została opatrzona podpisem artysty: Namalował Euthymides, syn Poliosa, yak, jak nigdy nie zrobił Eufronius.
Euforonios działał w latach 520–505 p.n.e. Przykładem nowej techniki, ukazującym jednocześnie jej zalety, jest tak zwany Krater Antaiosa, charakteryzujący się swobodnym ukazaniem postaci i doskonałą perspektywą. Pochodzący z lat 530–510 p.n.e. krater przedstawia walkę Heraklesa z Anteuszem. Herakles został namalowany z profilu, jednak jego oko zostało ukazane frontalnie. Przeciwnik Heraklesa ma odwróconą głowę. Szczerzy zęby, a jego bezwładnie zwisająca ręka świadczy o wyczerpaniu. Herakles trzyma Anteusza w mocnym uścisku. Kompozycja pokazuje wysiłek fizyczny i wyczerpanie walczących.
Malarstwo Entymidesa charakteryzowało się doskonałym rysunkiem oraz znakomitą kompozycją. Jego amfora znajduje się w Muzeum Narodowym w Warszawie. Artysta ukazuje na niej postać mężczyzny. Całość prosta w wyrazie przyciąga nowatorskim rysunkiem próbującym ukazać postać w pozycji trzy czwarte. Ten nowy wyraz został zapewne zapożyczony z malarstwa ściennego.
Oprócz ukazania walorów fizycznych artyści, tworzący w stylu czerwonofigurowym, starali się oddawać stan psychiczny malowanych przez się postaci. Przykładem tego jest pochodząca z około 500 roku p.n.e. czara, zdobiona przez malarza Sosiasa. Artysta przedstawił moment opatrywania rany Patroklosa przez Achillesa. Kompozycja została zawarta w kole. Sylwetki i ubranie bohaterów zostały przemyślane szczegółowo, jednak zauważalna jest strona emocjonalna malowidła.
Rok 500 p.n.e. był czasem przełomu dla malarstwa wazowego zapoczątkowanego przez Eutymidesa. Skróty perspektywiczne powoli stawały się normą w nowych dekoracjach. Artyści przedstawiali postacie w płynnych, żywych ruchach, poszukując jednocześnie prawidłowego ukazania anatomicznej budowy figur, uwypuklając mięśnie oraz oddając wiernie przejrzystość przylegających do ciała szat. Dużą rolę w nowym wyrazie spełniała statyka, dzięki której ukazywane postacie powoli wyzwalały się z dotychczas znanych schematów dwuwymiarowości. Rysunki zmieniły się coraz bardziej, oddalając się od dawnych linearnych koncepcji i zmieniając w kierunku malarskim, co osiąga szczyt w okresie stylu klasycznego zwanego również swobodnym (500–480 p.n.e.).

## Styl klasyczny lub swobodny (450–420 p.n.e.)

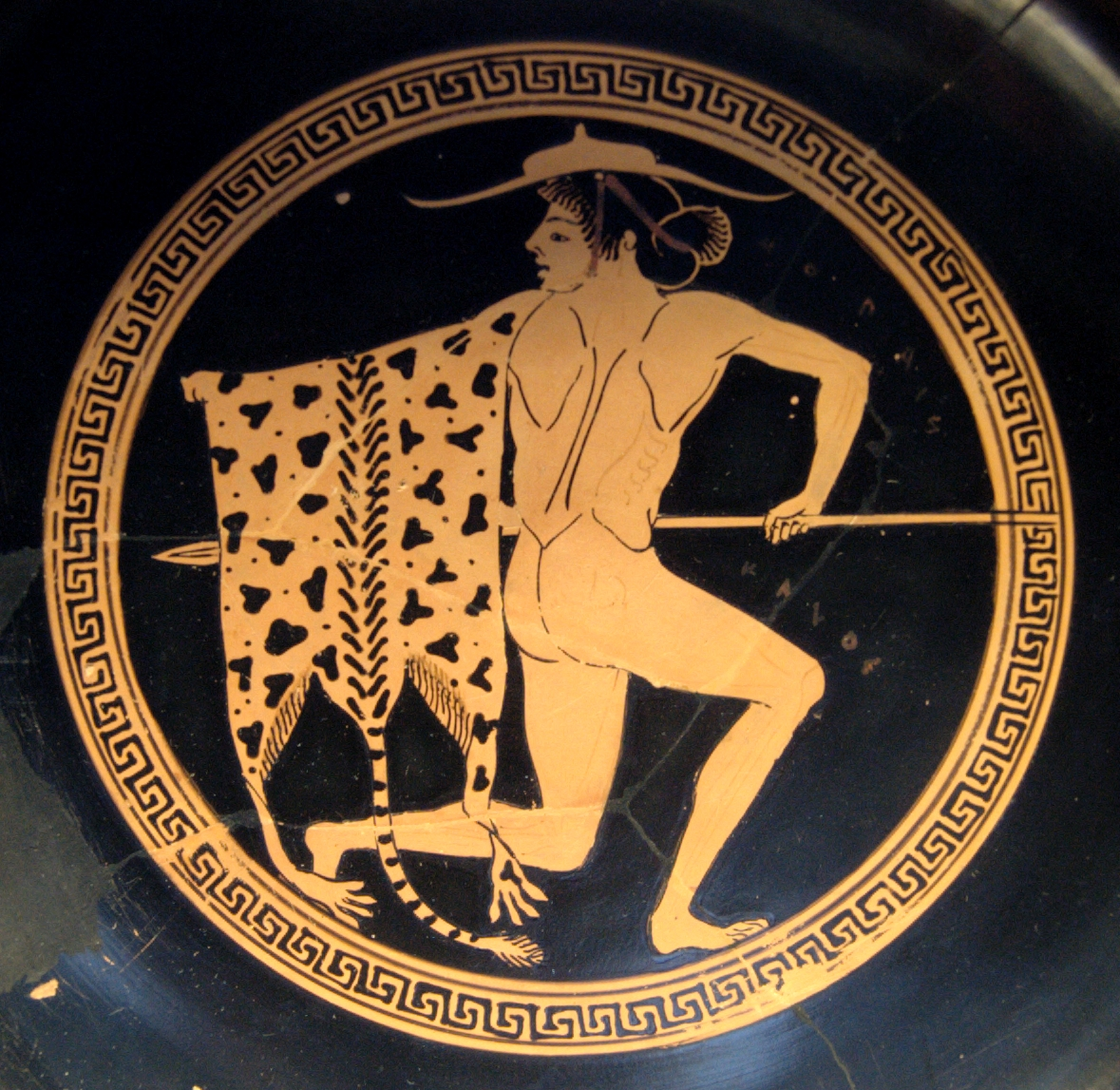
Onesimos – fragment naczynia z młodzieńcem trzymającym skórę (ok. 490 p.n.e., Staatliche Antikensammlungen, Monachium)

Jednym z pierwszych przedstawicieli nowego nurtu był malarz Onesimos. Odrzucił on archaiczną płaską tektonikę ludzkiego ciała, zastępując ją jeszcze nieco naiwnym strukturalnym rysunkiem aktu. Pierwszym znanym przedstawieniem w nowatorskiej formie, była czara ukazująca atletę przygotowującego się do biegu. Postać „oderwała się” od tła dzięki perspektywicznym skrótom użytym w rysunku. Artysta nie do końca zerwał ze starymi tradycjami i wygięcie postaci dostosowuje się krzywej brzegu naczynia, przez co atleta wydaje się przewracać stojąc w nienaturalny sposób, traci stabilność.
Najbardziej znanym dziełem tego twórcy stała się czara z Luwru, na której artysta przedstawił mit Tezeusza. W medalionie widać Tezeusza na dnie morza z siedzącą naprzeciw Amfitrytą. Bohater stoi na rękach podtrzymującego go Trytona. Trzecią ukazaną postacią stojącą pomiędzy pierwszymi dwoma jest Atena. Ściany zewnętrzne czary dekorują bohaterskie czyny Tezeusza. Są one przedstawione w czterech grupach. O ile część wewnętrzna jest delikatna, niemal sielankowa, to ozdoby zewnętrzne ukazują brutalną siłę bohatera walczącego z przeciwnikami. I tak w kolejnych obrazach Tezeusz zrzuca do morza Sirkana, Prokrustesa atakuje siekierą, mocuje się z Sinnisem i ujarzmia Byka Maratońskiego. Sceny pełne są dynamiki, artysta nie zawahał się przedstawić Tezeusza od tyłu. Mit o Tezeuszu stał się bardzo popularnym tematem w Atenach początku V wieku p.n.e., wiąże się to z upadkiem tyranii, oraz popularnością bohatera jako domniemanego twórcy podwalin państwowości.
Innym popularnym artystą tego okresu był Malarz Kleofradesa (Epiket II). Był on uczniem Eutymidesa. Interesowały go dość dynamiczne kompozycje, zawierały one sceny bachiczne, roztańczone postacie w korowodach opasują naczynia. Cała kompozycja wyzwoliła rysunek z otaczających ją ornamentów, a niezmierna swoboda rozsadza niemal naczynia. W innych obrazach, na przykład, scenach z życia palestry, artysta wprowadza zupełnie inny nastrój, w którym ukazuje ruchy charakterystyczne dla różnych dziedzin sportu i bardzo plastyczny rysunek aktu. Ukazywane postacie pokazane są w różnych pozycjach i artysta nie waha się ukazać atletę z tyłu. Odmienne zdolności Malarza Kleofradesa ukazują naczynia ozdobione scenami batalistycznymi. Pojawiają się także sceny mitologiczne takie jak Herakles walczący z Amazonkami, walka Greków z centaurami, dalej w późniejszym okresie Iliupersis – chwila śmierci Priama, czy też Ajas Mały atakujący Kasandrę wśród pola usłanego trupami. Sceny te pokazują wrażliwość artysty oddającego grozę i nastrój wojny. Prawdopodobnie sam był świadkiem pierwszych wojen perskich lub znał je z relacji naocznych świadków.
Innym artystą tworzącym w okresie po 480 p.n.e. był archaizujący Malarz Pana. Skupiał on wokół siebie grupę manierystów. Artysta starał się w swoich malunkach przedstawiać postacie, które zachowały miękkość i giętkość postawy, niemniej ich gesty są przesadne, a same figury nienaturalnie wysmukłe.

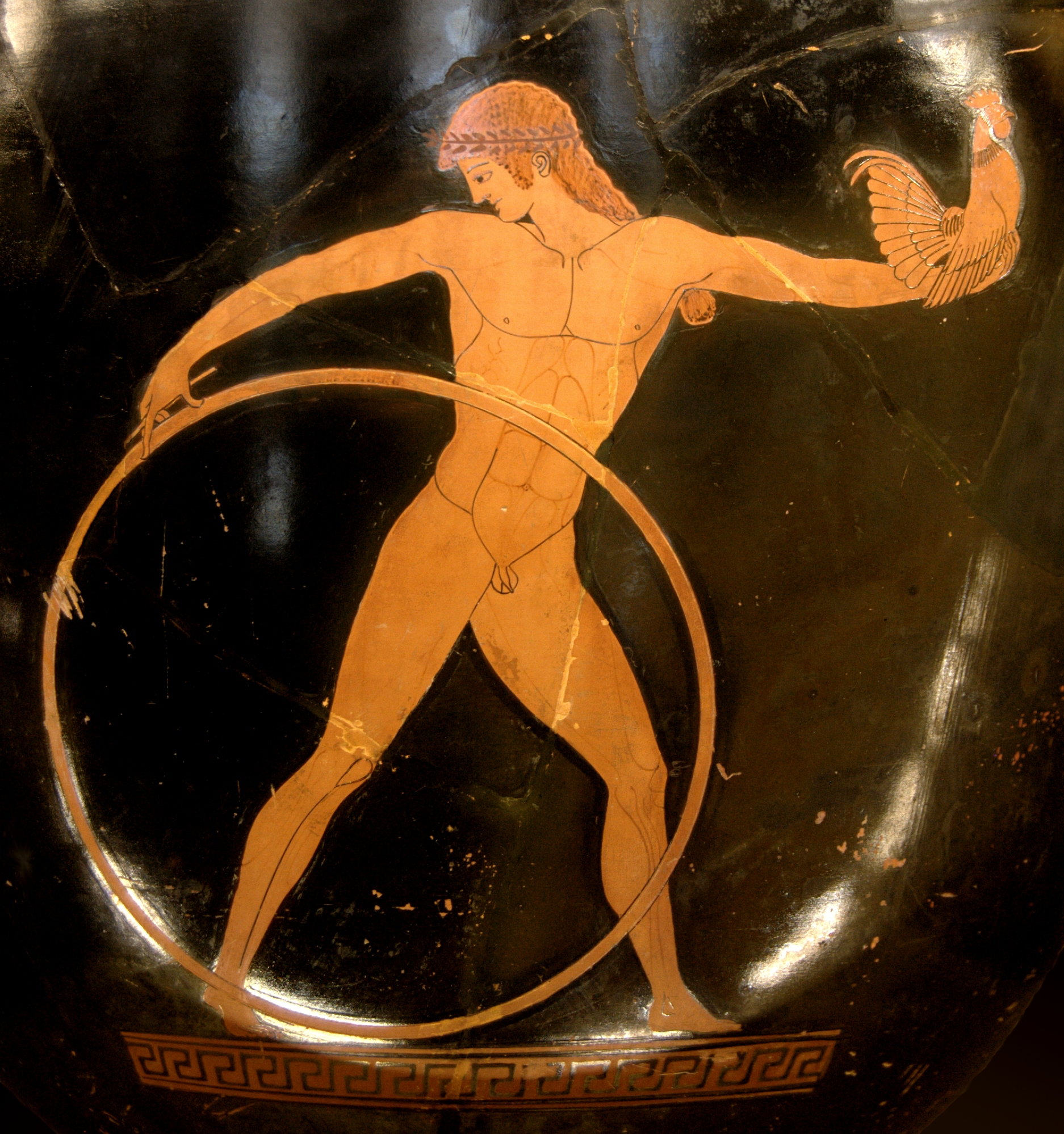
Malarz Berliński – fragment naczynia z Ganimedesem (ok. 500–490 p.n.e., Luwr)

Współczesnym Malarzowi Kleofradesa był Malarz Berliński, w swej twórczości bardziej przywiązany do klasyki. Do jego ulubionych sposobów dekoracji należało umieszczanie po jednej postaci z każdej strony naczynia. Ostro rysowały się one jasno czerwoną sylwetką na jednolitym czarnym tle. Artysta na ogół wyzbył się używania ornamentów.
Przedstawicielem sztuki ceramicznej tej epoki jest również Malarz Brygosa, gdyż łączy on wszystkie cechy i osiągnięcia techniczne współczesnych mu twórców. Doskonały rysunek połączony z niezwykłym temperamentem artysty i jednoczesnym pewnym użyciem kreski jest przypuszczalnie kontynuacją dynamicznych kompozycji Malarza Kleofradesa. Układ postaci wydaje się wywodzić od Malarza Berlińskiego. Malarz Brygosa posiadał ogromny potencjał twórczy, a skala możliwości, którą dysponował, pozwalała mu na dość łatwe przerzucanie się od scen rodzajowych, uczt, korowodów bachicznych, pełnych swobody i pompatycznego schematu, typowych dla okresu archaicznego, do scen pełnych grozy, ukazujących zdobycie Troi. Malarz Brygosa starał się w swoich obrazach połączyć przedstawiane postacie nie tylko w sensie zewnętrznym, ale również poprzez oddanie nastroju, wytworzenie między nimi więzi wewnętrznej. Artysta rozwinął technikę polegającą na rysowaniu włosów rozcieńczonym pokostem, przez co uzyskiwały one kolor blond, uważany przez starożytnych Greków za najpiękniejszy.
Krąg ceramików tego okresu zamykają Duris i Makron. O ile przedstawienia Durisa cechowała pewna statyczność, to w malarstwie Makrona można znaleźć przedstawienia dynamiczne i wręcz ekspresyjne. Ciała przedstawionych postaci są swobodne i zdają się płynąć upajając się tańcem. Z naczyń tego artysty bije radość życia. Wpływ na ten stan ducha miała zwycięska bitwa pod Maratonem.

## Białe Lekyty

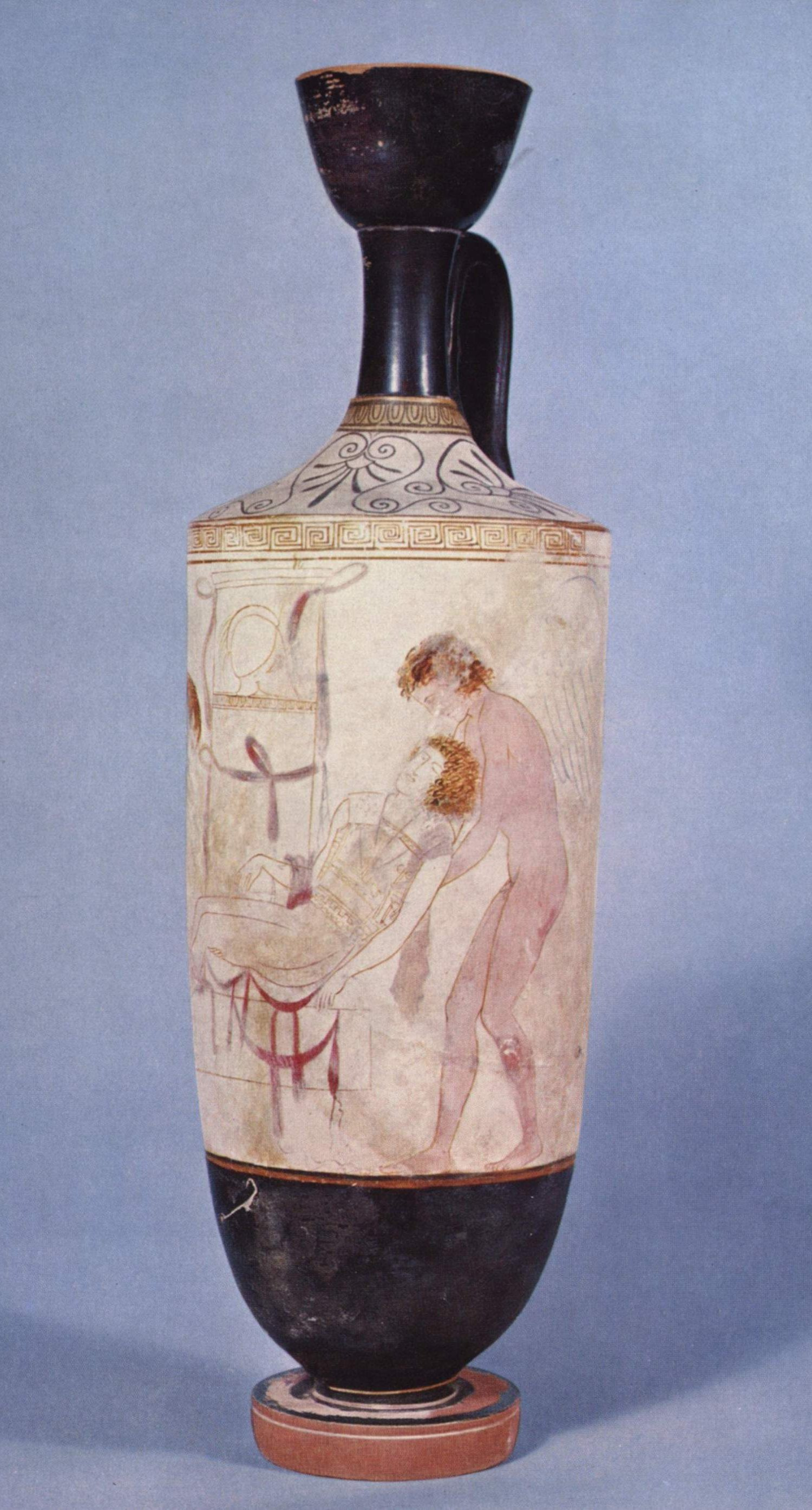
Biały lekyt z przedstawieniem Hypnosa i Tanatosa (ok. 440 p.n.e., British Museum)

Obok malarstwa czerwonofigurowego wykształcił się osobny kierunek tak zwane Białe Lekyty. Zastosowano w nich technikę podobną do tej, jaka weszła w użycie wraz z pojawieniem się malarstwa czerwonofigurowego. Na nowy rodzaj dekoracji wpływ miało malarstwo ścienne, a nowy typ zdobienia charakteryzował się wielobarwnością farb nakładanych przez artystę po wypaleniu naczynia.
Nazwa Białe Lekyty ma swoje źródło w białym tle brzuśca, na którym malarz umieszczał rysunek. Nowa technika pojawiła się około 520 p.n.e., swój rozkwit przeszła podczas wojny peloponeskiej. Wiązało się to bezpośrednio z sepulkralnym przeznaczeniem naczyń tego typu i zwiększoną liczbą pogrzebów. Ich produkcja podlegała ściśle rozwojowi i ewolucjom pomników grobowych, wiązała się również z wydawanymi przez władze zarządzeniami, czy panującą modą. Białe Lekyty wyróżniały się spośród innych naczyń. Zawarta w nich oliwa przeznaczona była do namaszczania ciała zmarłego. Często Lekyty ustawiane były na grobach jako ofiary, lub symbole pamięci o zmarłym. Biała powłoka czyniła je nieużytecznymi do innych celów. Sceny przedstawiane na naczyniach miały stosunkowo ograniczony repertuar i prostą kompozycję, mimo to artyści starali się, aby były jak najbardziej urozmaicone, delikatne i pełne nastroju melancholii. Naczynia pomimo swojego sepulkralnego charakteru były przeznaczone dla ludzi żyjących, a nie dla bogów czy zmarłych i miały przez swoją wizualność upiększyć obrządek pogrzebowy, jak i miejsce pochówku.
Tematyka przedstawień łączyła się z kultem zmarłych. Głównie zdobiono je scenami przedstawiającymi życie codzienne zmarłego. Artyści przedstawiali ponadto sceny pogrzebowe związane z ostatnim pożegnaniem zmarłego przez bliskich, ukazując żal najbliższych przedstawiony w piękny i szlachetny w swej prostocie sposób. Pojawiły się również sceny mitologiczne związane ze śmiercią takie jak: Charon przewożący duszę zmarłego, Hermes prowadzący zmarłego w zaświaty, czy też Tanatos i Hypnos składający ciało zmarłego do grobu.
Rysunki na Białych Lekytach dorównują najlepszym malowidłom czerwonofigurowym i często były wykonywane przez znanych mistrzów. Podobnie jak wykonanie waz dipylońskich, czy amfor panatenajskich, tak i wyrób białych Lekyt obwarowany był wieloma tradycjami i niezmiennymi normami. Początkowo artyści na białym tle rylcem zaznaczali kontur sylwetki, który wypełniali czarnym kolorem w rytym modelunku. Z czasem malarze zaczęli do rysunku dodawać elementy konturowe przy modelunku twarzy i rąk. Do wykonania zarysu używali rozrzedzonego pokostu, a przy modelunku wykorzystywali kolor czerwony, biały i purpurowy. Z czasem artyści przejęli w całości technikę konturową, linie kreślili farbami wodnymi, następnie malowali bezpośrednio kolorami wodnych farb, co nadawało naczyniom subtelną polichromię. Technika ta była nietrwała, a kolory ulegały utlenianiu. Jednym z przedstawicieli był Malarz Achillesa.

## Styl bogaty (420–390 rok p.n.e.)
Lekki i wdzięczny, charakteryzujący się jednak pewnym przeładowaniem dekoracji i nadmiarem detali. Tematyka zmieniła się na sceny z życia kobiet, przygotowania do zaślubin, sceny miłosne, wyobrażenia Afrodyty i Erosów. Najwybitniejszymi przedstawicielami byli Malarz Majdiasa, Kleofona, Dinosu, Pronomosa, Talosa. Próby ukazywania przestrzeni, wieloplanowości krajobrazu. Postaci często ukazane w ujęciu trzy czwarte. Kompozycje pełne wdzięku i lekkości.